# Arne Trankell
Arne Trankell, född 28 mars 1919 i Stockholm, död 14 januari 1984 i Sollentuna, var en svensk professor i pedagogik 1957–1984, författare och tecknare.

## Biografi
Arne Trankell var son till kamreren Ossian Trankell och Elsa Wihlborg och gift första gången 1941–1953 med Ulla Dahlgren och från 1953 med Margaretha Almén. Han avlade folkskollärarexamen 1940 och blev fil. lic. 1949 samt fil. dr. och docent i psykologi och pedagogik vid Göteborgs högskola 1951 och blev 1957 professor vid Stockholms universitet.
Trankell var verksam som forskare och författare. Han forskade i pedagogisk psykologi och arbetade med bland annat invandrar- och minoritetsfrågor. Han framträdde också som vittnespsykolog. Vid sidan av sitt arbete sysslade han med konstnärlig verksamhet och medverkade bland annat i Nationalmuseums utställning Unga tecknare, som illustratör tecknade han egna omslagsbilder till några av sina böcker.